# Mouhamed El Baz
 (janvier 2014).
Si vous disposez d'ouvrages ou d'articles de référence ou si vous connaissez des sites web de qualité traitant du thème abordé ici, merci de compléter l'article en donnant les références utiles à sa vérifiabilité et en les liant à la section « Notes et références ».
Mouhamed El Baz (en arabe : محمد الباز), né le 15 septembre 1985, est un footballeur marocain. 
Il joue au poste de gardien de but.

## Carrière
Il évolue au Wydad de Casablanca de 2006 à 2010.